# Amguń
Amguń (ros. Амгунь) – rzeka we wschodniej Rosji, na terenie Kraju Chabarowskiego, lewostronny dopływ Amuru.
Rzeka bierze swój początek u zbiegu rzek Ajakit i Suduk, na zboczu Gór Burejskich. Jej długość wynosi 723 km, a powierzchnia dorzecza – 55 500 km². Jej głównym dopływem jest rzeka Nimielen.